# Agarista (madre de Pericles)
Agarista (en griego antiguo: grec Ἀγαρίστη) fue el nombre de la madre de Pericles.
Agarista era hija de Hipócrates, el hermano de Clístenes de Atenas; Hipócrates y Clístenes eran hijos de Megacles y Agarista de Sición, hija de Clístenes (tirano de Sición).
Hipócrates, el padre de Agarista, también tuvo otro hijo llamado Megacles.
Agarista se casó con Jantipo, hijo de Arifrón. Jantipo fue arconte de Atenas, y comandó la flota griega, junto con Leotíquidas II (rey de Esparta), que derrotó a los persas en la Batalla de Mícala.
Cuando Agarista estaba embarazada, tuvo un sueño, de que estaba dando a la luz un león; pocos días después nació Pericles. Los textos antiguos mencionan otro hijo de Jantipo, Arifrón, pero su madre no es mencionada.